# El Jarama
El Jarama es una novela de 1956 del escritor español Rafael Sánchez Ferlosio. De corte neorrealista, se hizo con el Premio Nadal y se convirtió en un referente dentro del realismo social y la novela española de posguerra.

## Descripción
La novela fue escrita entre octubre de 1954 y marzo de 1955. Obtuvo el Premio Nadal de 1955 —el jurado destacó sus diálogos— y se publicó en febrero de 1956.  Marcó un hito dentro de la novela española de la posguerra, convirtiéndose en una referencia obligada del realismo social. La novela se hizo también con el «Premio de la Crítica» en 1957 y fue incluida en 2001 en la lista de las 100 mejores novelas en español del siglo XX del periódico español El Mundo.
De corte neorrealista, se trata de un relato simultáneo y objetivo, en tercera persona y cuya acción transcurre a lo largo de dieciséis horas. Ha sido denominada como «un espejo y metáfora del estrangulamiento vital de la España del medio siglo», época de la que se la consideró como «la novela más influyente» en España. Su estilo ha sido descrito como «austero y directo», destacándose la calidad de sus diálogos.
Se ha señalado que Carlos Saura tuvo la intención de llevarla al cine, aunque terminaría supuestamente desistiendo hacia 1964 por la desactualización del contexto de la novela. Saura realizó además un homenaje a la novela en su primer largometraje, Los golfos (1959), en la «escena del río».
En 1965, Julián Marcos dirigió un corto basado en la novela como trabajo fin de carrera en la Escuela Oficial de Cinematografía.

## Trama

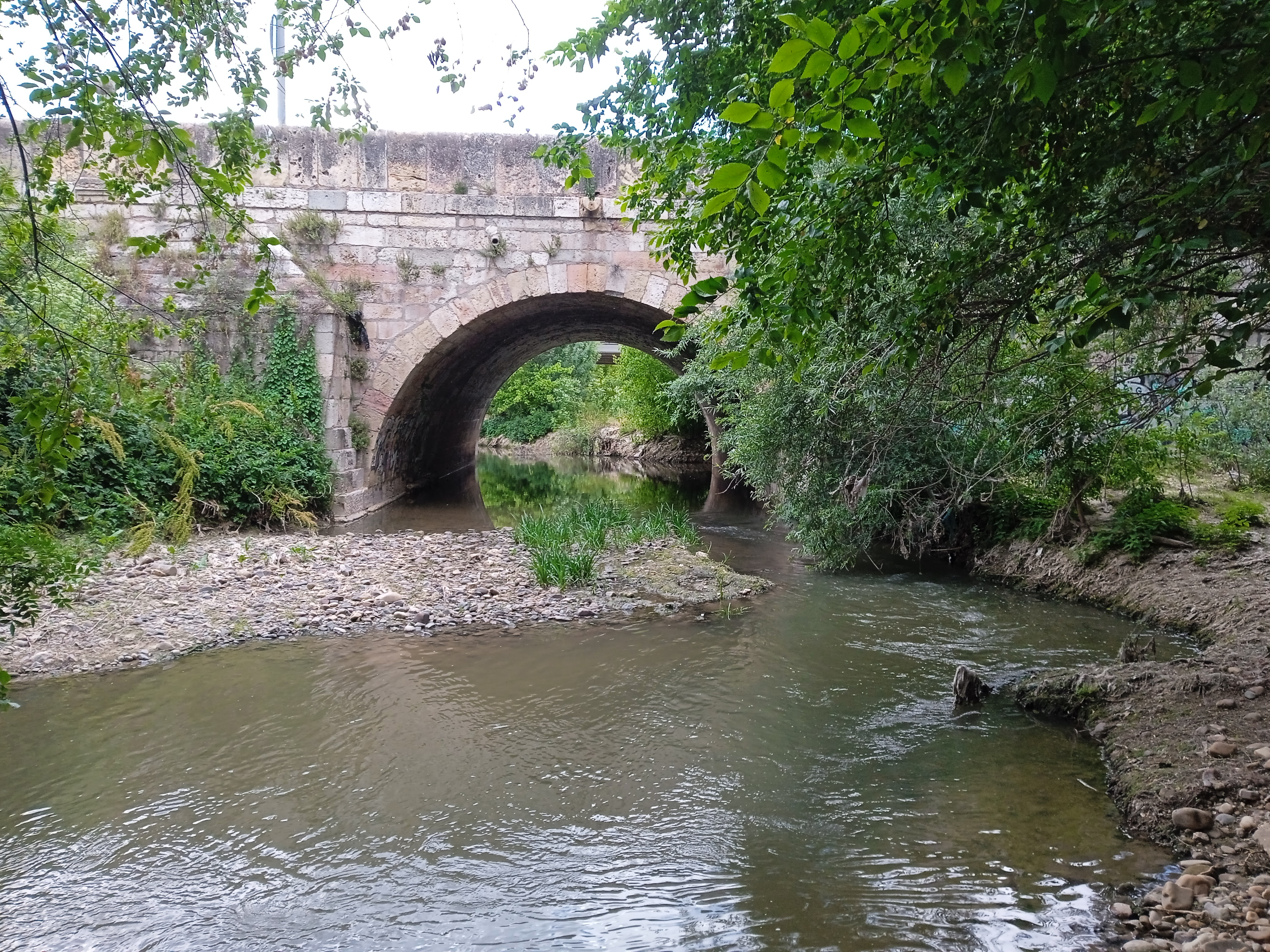
Jarama bajo el Puente Viveros.

Relata la historia de un grupo de once jóvenes madrileños que van a pasar el día al campo, en un caluroso domingo de verano. La acción tiene lugar a la altura del Puente Viveros, en el río Jarama, al que bajan los protagonistas para bañarse y escapar del tedio de la ciudad.
En otro plano de la novela se desarrolla el enfrentamiento de dos mundos contrapuestos, la clase trabajadora urbana y la rural. En lo narrativo se ha destacado la capacidad del escritor de simultanear la acción entre diferentes localizaciones —Puente Viveros y la Venta de Mauricio— como en un guion cinematográfico.
La trama argumental, sencilla como en muchos ejemplos del neorrealismo, se descompone al final de la novela, con la narración de un suceso trágico, que le servirá al autor para reforzar su tesis sobre la oposición entre la fugacidad de la vida humana y la naturaleza inmutable del río.

## Dualismo de la crítica
La crítica española no ha podido ponerse de acuerdo. Se columpia entre la "obra que ha marcado un hito" y de "lectura apasionante, incontenible", y el "ejercicio de estilo por sí mismo" panacea de los libros aburridos. Así puede leerse por ejemplo en Jordi Gracia, Ricardo Gullón y Max Aub respectivamente:

El Jarama puede ser la obra maestra que muchos todavía leemos, pero sin duda fue, desde el momento mismo de su aparición, espejo y metáfora del estrangulamiento vital de la España del medio siglo; también, el testimonio de la pulcritud, la solvencia y la disciplina con la que un escritor era capaz de imponer a la novela una norma de escritura.
Gracia, 2003, p. 1

Vulgaridad intrascendente e insignificancia desde el comienzo hasta el fin. No hay aventura, ni héroe, ni antihéroe: no hay lugar para la fantasía; y hasta la muerte es un accidente sin sentido, algo que ocurre por casualidad, sin que casi nadie se dé cuenta.
Gullón, 1975, p. 1

Sánchez Ferlosio cuenta excelentemente sucesos al parecer sin importancia (una excursión dominguera al Jarama) recogiendo —o quizá intentándolo— el habla popular como ninguno. Arte que parece decirlo todo y sin embargo sugiere mucho más. En este aspecto, y en la corrección profunda de su castellano, no tiene rival. Lo único de sentir es su parquedad.
Aub, 1966, p. 537